# С. Лициний (трибун 138 пр.н.е.)
С. или Секст Лициний (на латински: S. (Sextus) Licinius) е политик на Римската република през втората половина на 2 век пр.н.е. Произлиза от фамилията Лицинии.
През 138 пр.н.е. той е народен трибун заедно с Гай Куриаций. Тази година консули са Публий Корнелий Сципион Назика Серапион и Децим Юний Брут Калаик. Двамата трибуни забраняват на консулите да правят изключения при събирането на войска за битките в Испания. По тяхна заповед двамата консули са за кратко затворени, но народът постига тяхното освобождаване.